# Gewöhnliches Seegras
Das Gewöhnliche Seegras (Zostera marina) ist eine Pflanzenart in der Familie der Seegrasgewächse (Zosteraceae). Es wächst untergetaucht (submers) an den Meeresküsten der Nordhalbkugel und bildet dort zusammen mit weiteren marinen Arten aus der Ordnung der Froschlöffelartigen (Alismatales) unterseeische Seegraswiesen, die wichtige Lebensräume für Fische als Laichplatz und andere marine Tiere sind.

## Beschreibung
Das Gewöhnliche Seegras wächst als immergrüne, ausdauernde krautige Pflanze und erreicht Längen von 30 bis 100 Zentimeter. Es ist mit einem monopodialen Rhizom im Grund verankert. Die Laubblätter besitzen an ihrem Grund eine geschlossene Blattscheide, die keine Öhrchen ausbildet. Die einfache, etwa 3 bis 9 mm breite Blattspreite besitzt drei bis sieben parallele Nerven und eine abgerundete Spitze.
Die Blüten sind in zwei Reihen auf je einer Seite einer flachgedrückten Ährenachse (der Spadix) angeordnet und zur Blütezeit in eine Blütenscheide (der Spatha) eingeschlossen. Der Stiel der Spatha ist oberwärts etwas verbreitert. Jede Einzelblüte enthält sowohl ein Staub- als auch ein Fruchtblatt. Das Gewöhnliche Seegras bildet Nussfrüchte aus, die zylindrisch geformt sind und einen zweispaltigen Griffel an der Spitze aufweisen. Ihr Pollen ist fadenförmig.
Die Chromosomenzahl der Art ist 2n = 12.

## Fortpflanzung und Verbreitung

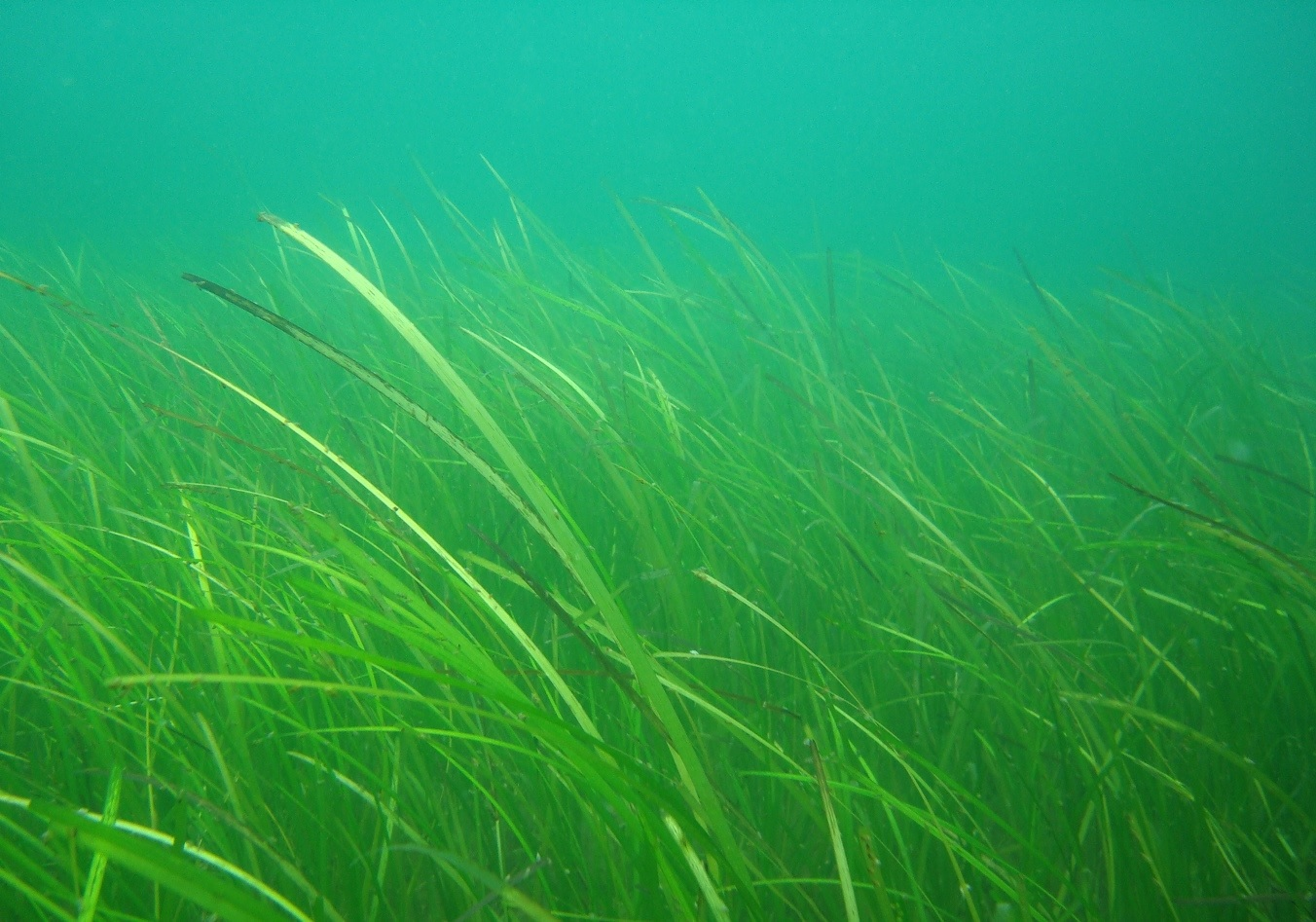
Seegraswiese (Zostera marina) in der Ostsee (Kieler Förde / Falckensteiner Strand)

Das Gewöhnliche Seegras blüht zwischen Juni und September. Die Einzelblüten der Hydrophilen Pflanzen bilden einen fadenförmigen Pollen aus, der direkt ins Wasser abgegeben und dort bestäubt wird. Haben sich kleine Nussfrüchte gebildet, so werden diese ebenfalls durch das Wasser ausgebreitet. 
Häufig wurde auch beobachtet, dass bestimmte Vögel oder Fische die Früchte fressen und mittels Zoochorie zur Ausbreitung des Seegrases beitragen.

## Ökologische Bedeutung

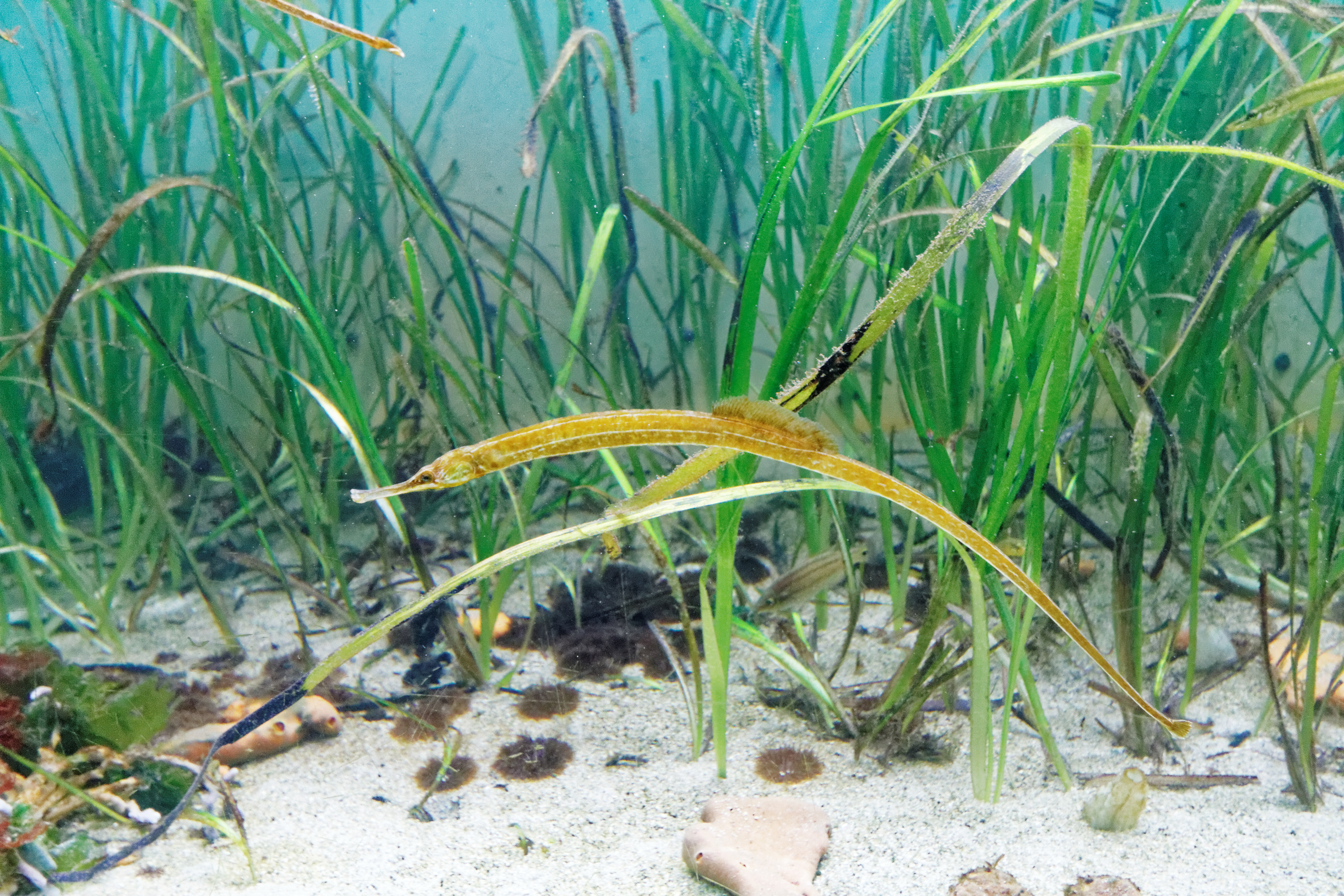
Seenadeln zählen zu den typischen Bewohnern von mit Seegras bewachsenen Uferregionen

Seegraswiesen sind ökologisch besonders wertvoll, da sie Lebensräume für eine vielfältige Tierwelt bieten. Zu den wirbellosen Bewohnern von Seegraswiesen zählen unter anderem Seesterne, Seeigel, Miesmuscheln, Strandschnecken und Borstenwürmer, sowie diverse Krebstiere, darunter Strandkrabben, Schwebgarnelen und Flohkrebse.
Zudem gibt es zahlreiche Fischarten, die in den unterseeischen Wiesen grasen oder jagen, dort laichen und sie als Kinderstube nutzen, darunter Seenadeln, Seestichlinge und verschiedene Grundeln, sowie Heringe, Hornfische, Dorsche und Meerforellen.
Seegras zählt zum Nahrungsspektrum verschiedener Wasservögel (wie beispielsweise Schwänen). Wo der Spülsaum von angeschwemmtem Seegras dominiert wird, dient es zudem als Habitat für Strandflohkrebse und Kinderstube für die Larven verschiedener Insekten.

## Schutzfunktion
Wo Seegraswiesen wachsen, reduzieren sie die Wasserströmungen, um bis zu 40 Prozent und dämpfen bei Stürmen die Wellenenergie, so dass sie zum Erosionsschutz von Uferbereichen beitragen. Darüber geben die Pflanzen Sauerstoff ins Wasser ab und filtern Schwebstoffe und Schadstoffe aus dem Wasser, was für eine Verbesserung der die Wasserqualität sorgt.
Intakte Seegraswiesen binden, in der Wachstumsphase, täglich bis zu zwei Gramm Kohlenstoff pro Quadratmeter und können ein Gewicht von bis zu fünf Kilogramm Biomasse pro Quadratmeter erreichen.

## Vorkommen

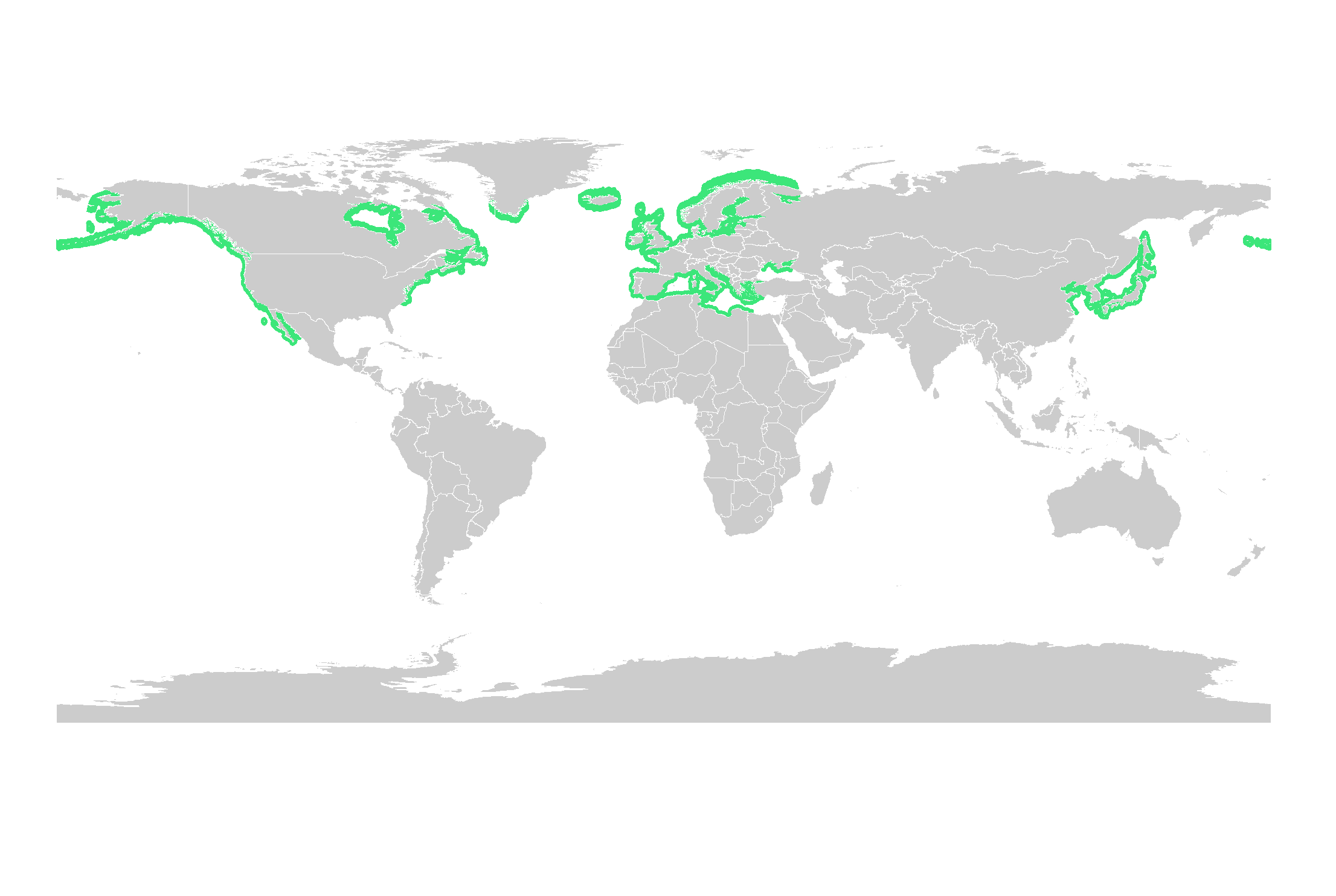
Verbreitungskarte gemäß [ IUCN-Daten

Das Gewöhnliche Seegras ist auf der gesamten Nordhalbkugel in den gemäßigten und subtropischen Zonen verbreitet. Es wächst untergetaucht im Küstengewässer der Nord- und Ostsee und den Ozeanen in Nähe des Festlandes; dort kommt es bis zu einer Tiefe von 10 m, vereinzelt bis zu 17 m, vor. Stellenweise geht seine Verbreitung jedoch auf Grund anthropogener Einflüsse zurück. Deshalb ist es in Deutschland in der Roten Liste gefährdeter Farn- und Blütenpflanzen als gefährdet eingestuft (Gefährdungskategorie 3).
Das Gewöhnliche Seegras ist eine Charakterart des Zosteretum marinae (Gesellschaft des Echten Seegrases). und gilt zusammen mit dem Kamm-Laichkraut (Stuckenia pectinata) als eine Indikatorart für den Fauna-Flora-Habitat-Richtlinie-Lebensraumtyp 1110: „Sandbänke mit nur schwacher ständiger Überspülung durch Meerwasser (sublitorale Sandbänke)“ und ist im Anhang I und Anhang II mit der Referenz 193879 sowie im Artenverzeichnis der EU mit der Referenz 145795 verzeichnet.
Seit den 1930er Jahren ist beginnend in Nordamerika und anschließend in Nord-Europa sowie speziell an der deutschen Nord- und Ostseeküste ein Rückgang der strukturbildenden Seegraswiesen von Zostera marina zu beobachten. Das in den letzten Jahren in der Nordsee beobachtete starke Seegrassterben ist nicht mit den bekannten Populationsschwankungen bei den Seegras-Arten zu erklären. Teils beträgt der Rückgang bis zu 90 %. Je nach Seegebiet ist in unterschiedlichem Ausmaß ein Befall durch Labyrinthula zosterae, ein Netzschleimpilz, oder menschliche Wasserverschmutzung die Ursache.

## Verwendung

### Nahrungsmittel
Die Samen des Seegrases werden traditionell vom indigenen Volk der Seri (Eigenbezeichnung: Comcaac) am Golf von Kalifornien in Sonora, Mexiko, als Getreide genutzt.
Die Samen des Seegrases sind glutenfrei, enthalten viel Omega-6- und Omega-9-Fettsäuren und 50 % mehr Eiweiß als Reis.
Versuche in der Bucht von Cádiz in Südspanien haben ergeben, dass – vollkommen ohne den Einsatz von Dünger – eine jährliche Ernte von 3,5 Tonnen je Hektar möglich ist. Die Samen können zu Mehl und anschließend zu Brot und Nudeln verarbeitet werden.

### Baumaterial
Seegras wird als traditionelles Baumaterial für Dächer verwendet. Es ist geruchsneutral und dämmt Wärme. Wegen seines hohen Salzgehalts verrottet es nicht. Und im Unterschied zu Reet brennt es auch nicht.